# Gretchen Wyler
Gretchen Wyler, all'anagrafe Gretchen Patricia Wienecke (Oklahoma City, 16 febbraio 1932 – Camarillo, 27 maggio 2007) è stata un'attrice, cantante e attivista statunitense, fondatrice di Genesis Awards.

## Biografia
È stata una nota interprete di musical e tra le sue numerose apparizioni teatrale si ricordano Sweet Charity (Londra, 1967), Follies (San Jose, 1987), 42nd Street (tour statunitense, 1993), Mame (Los Angeles, 1994) e Hello, Dolly! (St Louis, 1997). Ha recitato a Broadway in sei musical: la produzione originale di Guys and Dolls (1950-1953), Silk Stockings (1955-1956), Damn Yankees in cui rimpiazzò la protagonista Gwen Verdon (1955-1957), Rumple (1957), Bye Bye Birdie in cui sostituì Chita Rivera (1960-1961) e Sly Fox (1976-1978). Nel 1970 lavorò come sostituta non accreditata per Lauren Bacall nel musical Applause a Broadway.
Nel 1966 cominciò ad occuparsi dei diritti degli animali e nel 1972 fu la prima donna ad entrare nell'American Society for the Prevention of Cruelty to Animals. Nel 1991 fondò il Genesis Awards.
È stata sposata con Shepard Coleman dal 1956 al 1968. Morì settantacinquenne a causa di un tumore al seno.

## Filmografia parziale

### Cinema
- La brigata del diavolo (The Devil's Brigade), regia di Andrew V. McLaglen (1968)
- Soldato Giulia agli ordini (Private Benjamin), regia di Howard Zieff (1980)
- Bella, bionda... e dice sempre sì (The Marrying Man), regia di Jerry Rees (1991)

### Televisione
- I segreti della metropoli - serie TV, 1 episodio (1955)
- La città in controluce - serie TV, 1 episodio (1963)
- Charlie's Angels - serie TV, 1 episodio (1978)
- Mago Merlino - serie TV, 1 episodio (1981)
- Nancy, Sonny & Co. - serie TV, 1 episodio (1981)
- Cuore e batticuore - serie TV, 1 episodio (1981)
- Aspettando il domani - serie TV, 1 episodio (1981)
- Dallas - serie TV, 8 episodi (1981-1982)
- Disneyland - serie TV, 1 episodio (1982)
- La piccola grande Nell - serie TV, 1 episodio (1983)
- A cuore aperto - serie TV, 3 episodi (1983-1984)
- Benson - serie TV, 1 episodio (1984)
- Brothers - serie TV, 1 episodio (1984)
- Mai dire sì - serie TV, 1 episodio (1985)
- Punky Brewster - serie TV, 1 episodio (1985)
- Santa Barbara - serie TV, 14 episodi (1987)
- Falcon Crest - serie TV, 2 episodi (1988)
- MacGyver - serie TV, 1 episodio (1989)
- La famiglia Hogan - serie TV, 1 episodio (1990)
- Babes - serie TV, 1 episodio (1990)
- Casalingo Superpiù - serie TV, 1 episodio (1990)
- Quattro donne in carriera - serie TV, 1 episodio (1991)
- Le cinque signore Buchanan - serie TV, 1 episodio (1994)
- Friends - serie TV, 1 episodio (1997)
- Giudice Amy - serie TV, 1 episodio (2000)
- Providence - serie TV, 1 episodio (2000)